# Liste der Bischöfe von Vác
Die folgenden Personen waren Bischöfe des Bistums Vác bzw. Waitzen (Ungarn):
- Benedikt (auch Benetha, Beszteréd – Bystrík oder Bőd) (1008)
- Kelemen (circa 1055)
- Aron (circa 1075)
- Laszlo (1077–1095), Heiliger
- Marcellus (1103–1119) (dann Erzbischof von Esztergom)
- Marcellinus (1119–1139)
- Otto (1140–1151)
- Hippolyt (1156–1157)
- Dedács (1158–1169)
- Jób (1170–1183)
- Boleszló (1188–1213)
- Jakob (1213–1221)
- Bereck (1221–1237)
- Mátyás (1237–1240) (dann Erzbischof von Esztergom)
- István Báncsa (1241–1243) (dann Erzbischof von Esztergom)
- Jeromos (1243–1259)
- Mátyás (1259–1262)
- Fülöp (1262–1278)
- Tamás (1278–1289)
- László Aba (1289–1293)
- Lukács Aba (1294–1311)
  - Benedikt (1313–1317) (Administrator)
- Lőrinc (1317–1329)
- Rudolf OP (1329–1342)
- Mihály Széchényi (1342–1362) (dann Bischof von Eger)
- János de Surdis (1363–1375) (dann Bischof von Győr)
- Péter (1375–1400)
- Miklós (1401–1405)
- Fülöp (1407–1419)
- Miklós Ilsvai (1419–1430)
  - Johann von Bucca (1430)
- Mátyás Gathali (1437–1440) (dann Bischof von Veszprém)
- Péter Agmándi (1440–1450) (dann Bischof von Transsilvanien)
- Vince Szilassi (1450–1474)
- Miklós Báthory (1474–1507)
- János Gosztony (1508–1511) (dann Bischof von Győr)
- Ferenc Várady (1511–1515) (dann Bischof von Transsilvanien)
- László Szalkai (1515–1520) (dann Bischof von Eger)
- János Ország (1520–1532)
- István Brodarics (1537–1539)
- Agostino Sbardelatti (1550–1553)
- Balázs Péterváradi (1554–1560)
- János Újlaky (1560–1578)
- Zakariás Mossóczy (1578–1583) (dann Bischof von Nitra)
- Márton Pethe (1583–1589) (dann Bischof von Oradea Mare)
- István Mathiassy (1589–1591)
- Štefan Szuhay (1594–1600) (dann Bischof von Eger)
- Péter Radovich (1600–1608)
- Pál Almásy (1610–1621)
- Tamás Balásfy (1621–1622)
- Miklós Dallos (1622–1623)
- István Sennyey (1627–1628) (dann Bischof von Veszprém)
- Pál Dávid (1628–1631)
- György Draskovich (1630–1635)
- Gergely Nagyfalvay (1635–1643)
- János Püsky (1643–1644)
- Mihály Kopcsányi (1644–1646)
- László Hosszútóthy (1646–1648)
- János Püsky (1648–1649) (dann Erzbischof von Kalocsa)
- Matej Tarnóczy (1651–1655)
- Zsigmond Zongor (1655–1658)
- Tamás Pálffy (1658–1660) (dann Bischof von Eger)
- Ferenc Szentgyörgyi (1660–1662)
- Ferenc Szegedy (1663–1672) (dann Bischof von Eger)
- György Pongrácz (1672–1676)
- Ján Gubasóczy (1677–1680) (dann Bischof von Nitra)
- Péter Korompay (1681–1682) (dann Bischof von Eger)
- János Kéry (1682–1685)
- Miklós Balogh (1686–1689)
- Mihály Dwornikowich (1695–1705)
- Imre Esterházy OSPPE (1707–1709) (dann Bischof von Zagreb)
- Sigismund von Kollonitz (1709–1716) (dann Erzbischof von Wien)
- Wilhelm von Leslie (1716–1718) (dann Bischof von Ljubljana)
- Michael Friedrich Graf von Althann (1718–1734)
- Michael Karl von Althann (1735–1756)
- Christoph Bartholomäus Anton Graf Migazzi (1756–1757) (dann Erzbischof von Wien)
- Pál Forgách (1757–1759)
- Karl Eszterházy (1760–1762) (dann Bischof von Eger)
  - Christoph Bartholomäus Anton Graf Migazzi (1762–1786) (Apostolischer Administrator)
- Ferenc Splényi (1788–1795)
- Karl Ambrosius von Österreich-Este (1806–1808) (dann Erzbischof von Esztergom)
- László Kámánházy (1808–1817)
- Ferenc Nádasdy (1823–1845) (dann Erzbischof von Kalocsa)
- Ágoston Roskoványi (1851–1859) (dann Bischof von Nitra)
- Antal József Peitler (1859–1885)
- Konštantín Schuster (1887–1899)
- Károly Emmánuel de Csáky (1900–1919)
- Árpád István Hanauer (1919–1942)
- József Pétery (1942–1967) 
  - Vince Kovács (1959–1969?)
- József Bánk (1969–1974) (dann Erzbischof von Eger)
- Mihály Endrey (1975–1977)
- József Bánk (1978–1987)
- Izidor István Marosi (1987–1992)
- Ferenc Keszthelyi OCist (1992–2003)
- Miklós Beer (2003–2019)
- Zsolt Marton (seit 2019)